# Kangassaari (ö i Södra Savolax, S:t Michel, lat 61,46, long 28,23)
Kangassaari är en halvö i Finland. Den ligger i sjön Saimen och i kommunen Puumala i den ekonomiska regionen  S:t Michel och landskapet Södra Savolax, i den södra delen av landet, 230 km nordost om huvudstaden Helsingfors.